# Quando impazzirò
Quando impazzirò è un singolo del cantautore italiano Bugo, pubblicato il 4 dicembre 2020 come terzo estratto dal nono album in studio Cristian Bugatti.

## Video musicale
Il videoclip, diretto da Eros Galbiati, è stato pubblicato il 5 dicembre 2020 attraverso il canale YouTube di Bugo. Da un'idea di Bugo, il video ha una durata di 8 minuti.

## Formazione
- Bugo - voce
- Donald Renda - batteria
- Andrea Torresani - basso
- Raffaele Littorio, Massimiliano Frignani - chitarra
- Simone Bertolotti - tastiere e arrangiamenti
- Andrea Bonomo - programmazione e arrangiamenti
- Simone Bertolotti, Andrea Bonomo, Andrea Immovilli, Mattia Bonvini, Pino Pischetola, Andrea de Bernardi - staff tecnico